# Республиканская улица (Санкт-Петербург)
Республика́нская улица — улица в Красногвардейском районе Санкт-Петербурга. Начинается от Малоохтинской набережной, идет вдоль парков и скверов и теряется между рекой Охтой и Заневским проспектом.

## История
С 1891 года улица называлась Мариинской. Позже улицу продлили до проспекта Шаумяна.
27 февраля 1941 года улица получила современное название «в честь советских республик в составе СССР».

## Пересечения
Пересекает следующие магистрали:
- Малоохтинская набережная
- Малоохтинский проспект
- Новочеркасский проспект
- Проспект Шаумяна

## Транспорт
Ближайшая к Республиканской улице станция метро — «Новочеркасская» 4-й (Правобережной) линии.
До Республиканской улицы можно добраться троллейбусами:
- № 7 (Таллинская улица — метро «Новочеркасская» — Петровская площадь);
- № 18 (станция Ручьи — метро «Новочеркасская» — Таллинская улица);
- № 33 (проспект Солидарности — Площадь Александра Невского — Суворовский проспект — метро «Новочеркасская» — проспект Солидарности);

и трамваями:
- № 7 (проспект Солидарности — метро «Ломоносовская» — площадь Александра Невского — метро «Новочеркасская» — улица Коммуны);
- № 10 (Гранитная улица — метро «Новочеркасская» — метро «Ладожская»);
- № 23 (проспект Солидарности — метро «Улица Дыбенко» — метро «Новочеркасская» — Финляндский вокзал).

## Общественно значимые объекты
- Малоохтинский парк
- Блокадный храм
- Охтинское низшее механическо-техническое училище. Построено в 1901 году по проекту архитектора Цейдлера. Выявленный памятник.
- Военный комиссариат Красногвардейского района — дом 16
- Малоохтинский колледж
- парк Охта-Оккервиль.